# Новопанское сельское поселение
Новопанское сельское поселение — муниципальное образование в Михайловском районе Рязанской области. Административный центр — село Новопанское.

## История
Границы сельского поселения определяются законом Рязанской области от 07.10.2004 N 86-ОЗ.

## Население
| 2010 | 2012 | 2013 | 2014 | 2015 | 2016 | 2017 |
| ---- | ---- | ---- | ---- | ---- | ---- | ---- |
| 449  | ↘443 | ↘439 | ↘432 | ↘422 | ↘410 | ↘401 |
| 2018 | 2019 | 2020 | 2021 |      |      |      |
| ↘389 | ↘385 | ↘375 | ↘361 |      |      |      |

## Состав сельского поселения
| № | Населённый пункт | Тип населённого пункта       | Население |
| - | ---------------- | ---------------------------- | --------- |
| 1 | Новопанское      | село, административный центр | ↘239      |
| 2 | Стубле           | село                         | ↗210      |